# Chatham-Kent
Pour les articles homonymes, voir Chatham et Kent (homonymie).
Chatham-Kent est une municipalité ontarienne (Canada). Lors du recensement de 2011, sa population est de 103 671 habitants.

## Situation
Chatham-Kent est située dans le sud-ouest de l'Ontario, au nord du lac Érié.

## Chronologie municipale
En 1998, 23 municipalités se sont regroupées pour former Chatham-Kent.

## Histoire

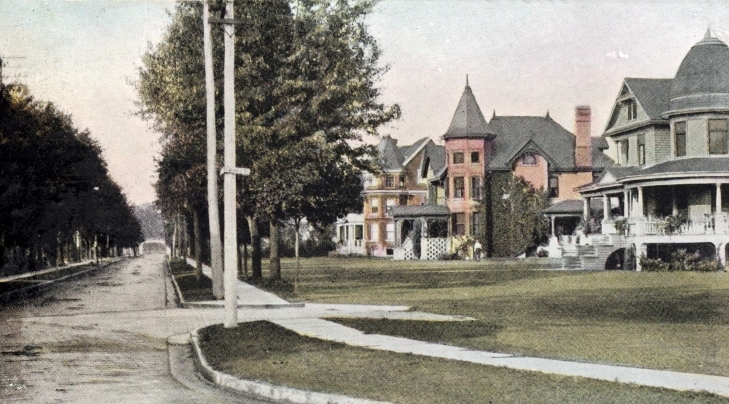
Chatham, vers 1910, angle des rues King et Lacroix.

Les autochtones ont occupé la région de Chatham-Kent depuis des siècles[évasif].
Au XVIIe siècle, les Français ont commencé à coloniser la région.
Puis les Anglais se sont installés près de la rivière Thames, créant à Wallaceburg un atelier de construction navale en 1790.
En 1812, Américains et Britanniques se sont affrontés militairement lors de la bataille de la rivière Thames.
Plus tard, des esclaves fuyant les États-Unis sont arrivés. John Brown, un abolitionniste, a marqué l'histoire de la localité en y organisant la convention de Chatham, au cours de laquelle est annoncée et préparée la libération des esclaves américains.
Enfin, l'agriculture et la pêche commerciale se sont développées, attirant de nombreux immigrants.

## Toponyme
Chatham rappelle Chatham en Angleterre.

## Communautés
La fusion municipale de 1998 a vu toutes les administrations municipales du comté de Kent (y compris celle de la ville de Chatham) disparaître pour former la nouvelle municipalité de Chatham-Kent. Les villes et villages de l'ancien comté étaient les suivants.

### Wheatley

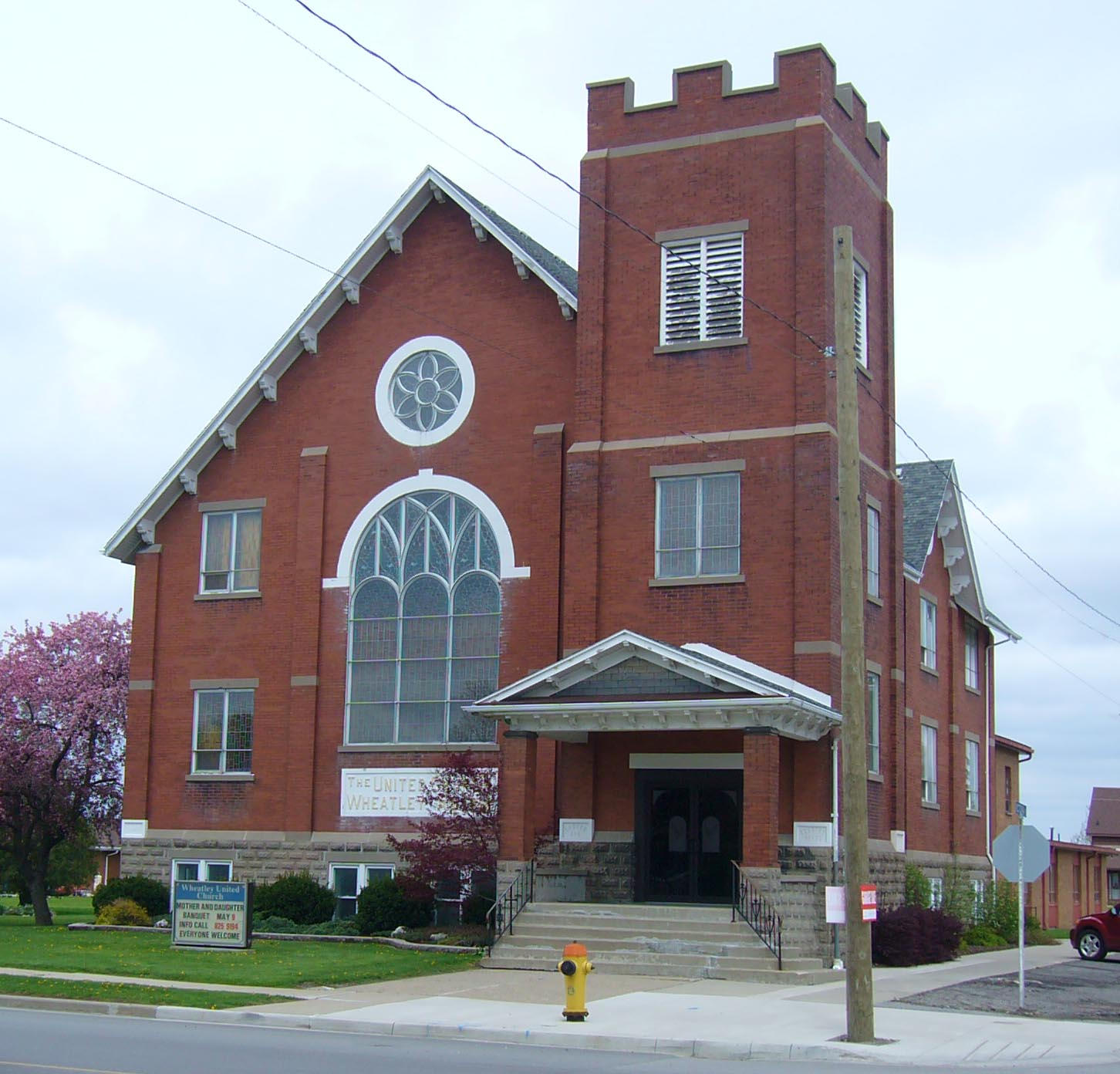
Église unie de Wheatley.

La communauté de Wheatley se trouve à l’extrémité sud-ouest de la municipalité, à 12 km à l’est de Leamington dans le comté d'Essex. Elle est située sur l’ancienne route 3, qui reliait la région de Niagara à Windsor. Sa population en 2011 est de 2 925 habitants.
De par sa location sur le lac Érié, Wheatley possède quelques plages et son port est le site de la compagnie de construction navale Hike Metal Products, qui a construit le Maid of the Mist, le bateau utilisé pour visiter les chutes du Niagara, et le traversier qui relie le centre-ville de Toronto aux îles de Toronto.
Le parc provincial Wheatley est situé à Wheatley. La couleuvre noire, qui est en voie de disparition, n’habite que ce parc, ainsi que le parc national de la Pointe-Pelée et l’île Pelée.
La ville de licence de la station de télévision CTV Two Windsor, qui dessert la région de Windsor, est Wheatley.

## Démographie

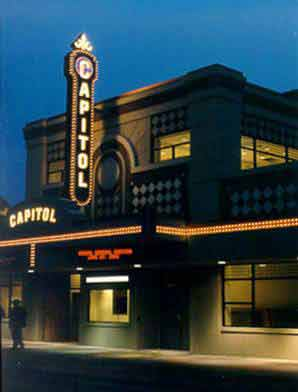
Le théâtre de Chatham ouvert en 1930.

Population des différentes communautés de Chatham-Kent selon le recensement de 2011 :
- Chatham : 44 074
- Wallaceburg : 10 163
- Tilbury : 4 700
- Blenheim : 4 563
- Ridgetown : 3 117
- Wheatley : 2 925
- Dresden : 2 446
- Thamesville : 928
- Bothwell : 912
- Erieau : 397
- Highgate : 379
- Erie Beach : 171

| 2001    | 2006    | 2011    | 2016    |
| ------- | ------- | ------- | ------- |
| 107 341 | 108 177 | 103 671 | 101 647 |